# 의자손수대경
의자손수대경(宜子孫獸帶鏡)은 공주 무령왕릉에서 발굴된 동경 중 하나로서, 지름 23.45cm, 국보 제161호이다.

## 무령왕릉과 닌토쿠릉의 동경 유사성
1971년 공주 무령왕릉에서 세개의 동경이 출토되었는데 의자손수대경, 왕비수문경(지름 18.1cm), 방격규구신수문경(지름 17.8cm, 국보 제161호)이다. 특히, 의자손수대경은 왕의 용안을 덮었던 것으로 추정된다. 지금까지 백제왕릉급에서 동경이 발견된 것은 무령왕릉이 유일하다. 그러나 다른 지역의 왕릉에서도 동경이 발견되는 것으로 보아 이 의자손수대경도 왕을 상징하는 물건임을 알 수 있다. 또,  의자손수대경과 일치하는 동경이 1872년 일본 닌토쿠릉에서 산사태로 드러난 세선식수대경이다. 현재 미국 보스턴 미술관에 보관중이며,  의자손수대경이 부식이 심해 글씨와 문양을 식별하는 것이 불가능해 해독을 못할뻔 하였지만, 미술관에서 어렵게 받은 세선식수대경 사진을 바탕으로 해독이 가능해졌다. 일본서기의 기록에서는 백제에서 칠자경이 넘어왔다는 내용이 보인다.

## 같이 보기
- 정문경
- 방격규구신수문경
- 무령왕릉 청동거울 일괄